# NGC 430
NGC 430 é uma galáxia elíptica (E) localizada na direcção da constelação de Cetus. Possui uma declinação de -00° 15' 09" e uma ascensão recta de 1 horas, 12 minutos e 59,9 segundos.
A galáxia NGC 430 foi descoberta em 1 de Outubro de 1785 por William Herschel.